# Sedna Planitia
La Sedna Planitia è una formazione geologica della superficie di Venere.
Prende il nome da Sedna, dea del mare nella mitologia eschimese.